# Ria van Velsen (turnster)

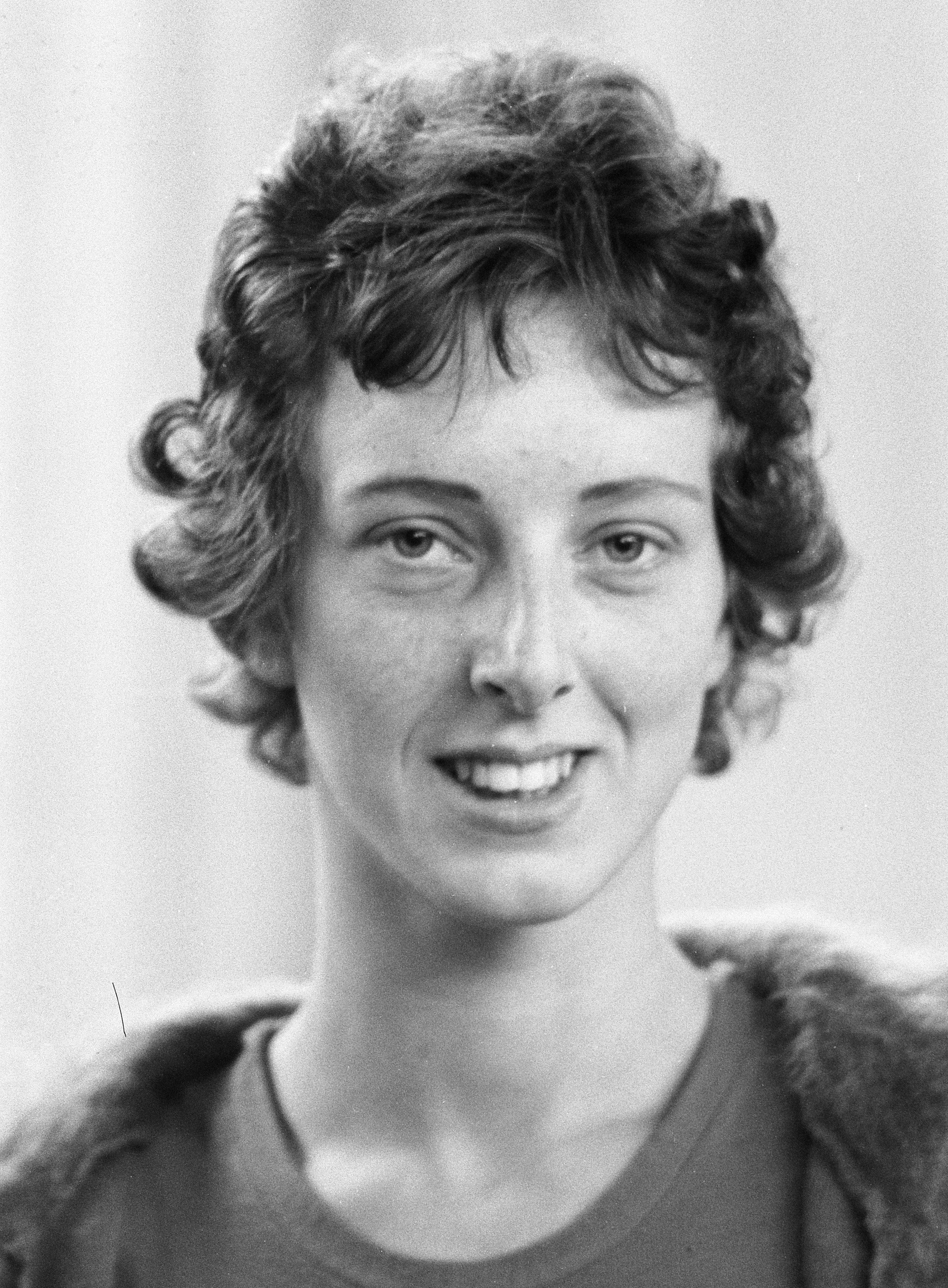
Ria van Velsen (1960)

Maria Teuntje (Ria) Rietveld-van Velsen (Bodegraven, 18 mei 1939) is een Nederlands voormalig turnster.

## Biografie
Ze nam in 1960 deel aan de Olympische Zomerspelen in Rome. Van Velsen deed mee aan alle turnonderdelen en behaalde een veertiende plaats in het algemeen klassement voor teams. Individueel stond ze op plaats 122 in het klassement. Van Velsen was in de jaren zestig vijfmaal Nederlands kampioene, nadat ze eerder ook al twee keer Nederlands jeugdkampioene was. Haar specialiteit zat in de brug met ongelijke leggers en in de ringen.
Nadat ze in verwachting raakte stopte ze met turnen, om het een paar jaar later in 1965 weer op te pikken. In 1967 stopte ze definitief.
Van Velsen begon op vierjarige leeftijd met gymnastiek en besteedde haar hele verdere leven aan de sport. Eerst als topsportster en later als turndocente en bestuurslid van de lokale gymvereniging Hercules (later Heres genaamd). Ze stopte in 2008 met haar werk voor de turnsport.

## Trivia
- Ze trouwde op 14 december 1961 met Thijs Rietveld.[4] Na haar huwelijk werd ze ook bekend als Ria Rietveld. Ze heeft twee dochters.
- Van Velsen vertegenwoordigde Nederland op drie Europese en drie wereldkampioenschappen.[5]
- Ria van Velsen is geen familie van haar naamgenoot, de zwemster Ria van Velsen.[6]